# Langues saluan-banggai
Les langues saluan-banggai sont un des sous-groupes de langues austronésiennes rattachées aux langues malayo-polynésiennes occidentales.
Ces langues sont parlées en Indonésie, sur l'île de Sulawesi.

## Classification
Les langues saluan-banggai, comme les autres groupes présents à Sulawesi, sont rattachées aux langues malayo-polynésiennes occidentales.

### Place dans le malayo-polynésien
Selon Adelaar, les langues saluan forment un des vingt-trois sous-groupes du malayo-polynésien occidental.

### L'hypothèse saluane-banggai
David Mead propose de regrouper les langues saluan avec le banggai et le balantak.
Pour Adelaar, si l'inclusion du banggai, sur la base de la phonétique historique, est convaincante, celle du balantak l'est moins.

### Liste des langues
Les langues du sous-groupe sont :
- groupe oriental
  - banggai
  - balantak
- groupe occidental
  - langues saluan
    - saluan
    - bobongko
    - batui

  - andio

## Sources
- (en) Adelaar, Alexander, The Austronesian Languages of Asia and Madagascar: A Historical Perspective, The Austronesian Languages of Asia and Madagascar, p. 1-42, Routledge Language Family Series, Londres, Routledge, 2005,  (ISBN 0-7007-1286-0)